# Podwiązka

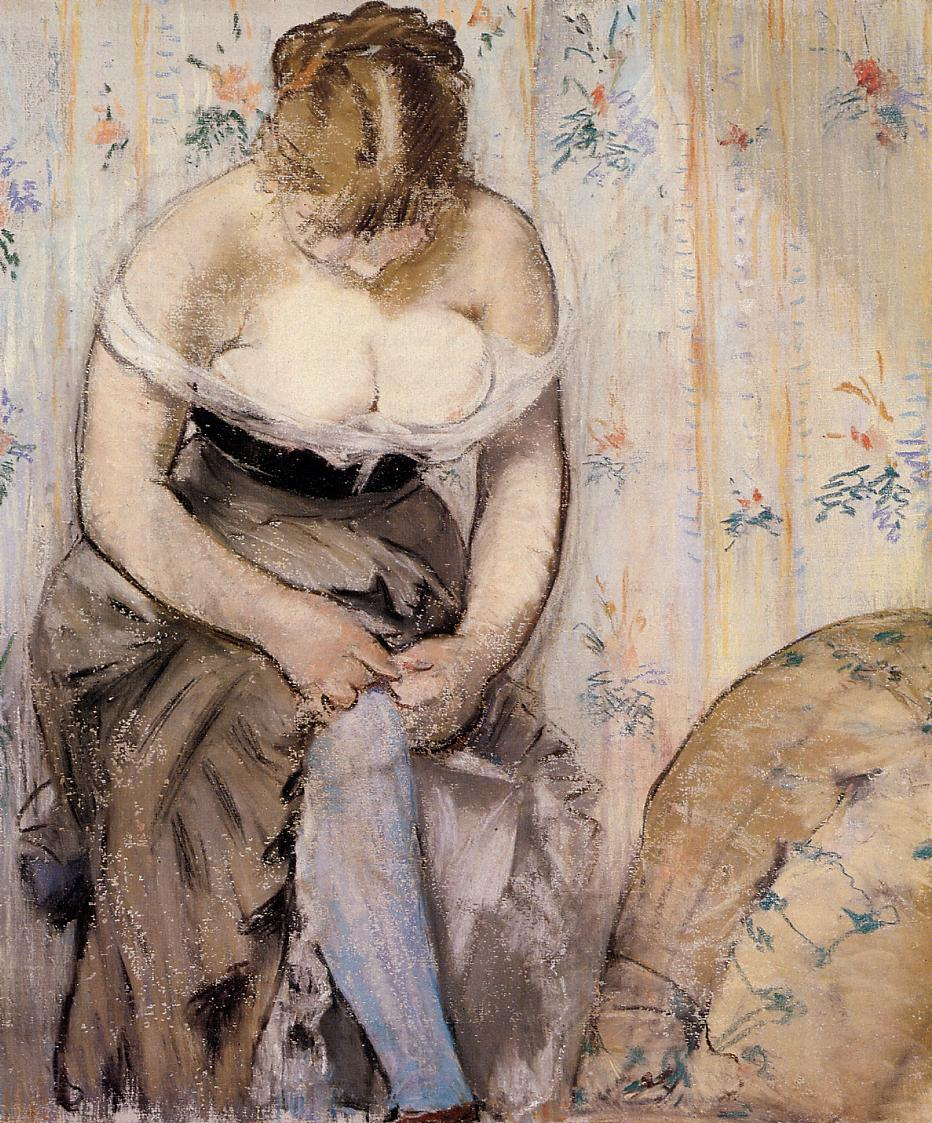
Kobieta zapinająca podwiązkę na obrazie Édouarda Maneta, 1878

Podwiązka – część bielizny w postaci opaski lub zapinanej tasiemki mocowanej wokół uda lub pod kolanem, służąca do podtrzymania pończochy, dawniej element stroju zarówno damskiego, jak i męskiego, obecnie noszona niemal wyłącznie przez kobiety. Podwiązki mogą być wykonywane z różnych materiałów, np. ze skóry, grubszej tkaniny, wstążki, choć obecnie najczęściej jest to elastyczna taśma. Dekorowane są często np. koronką, haftem, aplikacją czy ozdobnymi sprzączkami. Wynalazek tworzyw elastycznych i ich zastosowanie w produkcji pończoch i rajstop sprawiły, że podwiązki utraciły w znacznej mierze swe znaczenie funkcjonalne i obecnie noszone są głównie ze względów związanych z modą, estetyką czy seksapilem.

## Historia

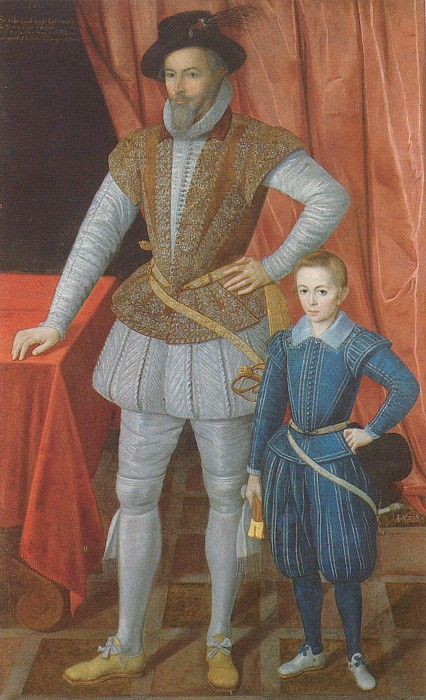
Sir Walter Raleigh z synem sportretowany w białych podwiązkach, 1602

Podwiązki pojawiły się wraz z pierwszymi pończochami, do których podtrzymywania służyły, a używane były zarówno przez mężczyzn jak i kobiety już we wczesnym średniowieczu. W 1959 roku otwarto w opactwie Saint-Denis kryptę grobową zmarłej na przełomie VI i VII wieku królowej Franków Arnegundy, odkrywając między innymi doskonale zachowane części jej stroju. Arnegunda używała podwiązek w postaci skórzanych rzemyków parokrotnie skrzyżowanych pod kolanem i na łydkach, a umocowanych srebrną zapinką.
Z upływem lat rzemienne podwiązki ustępowały miejsca delikatniejszym taśmom z tkaniny, a nawet wstążkom, niejednokrotnie – w zamożniejszych kręgach – z jedwabiu.

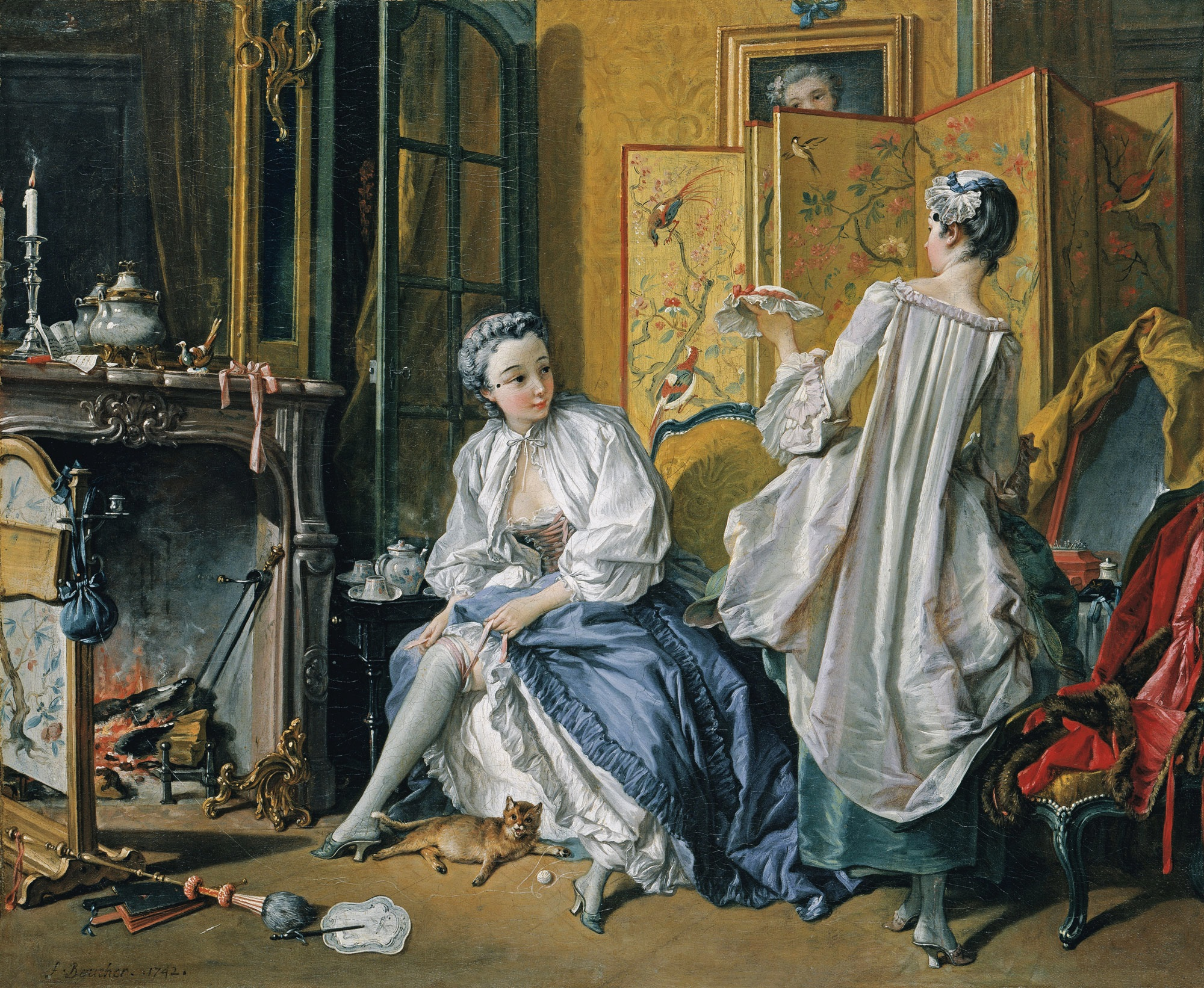
Toaleta, mal. François Boucher, 1742

Podwiązki damskie należały do intymnych części garderoby. Dowodzi tego między innymi legenda związana z ustanowieniem około 1348 roku Orderu Podwiązki, najwyższego cywilnego i wojskowego odznaczenia Wielkiej Brytanii. W czasie balu dworskiego, na którym obecny był król Anglii Edward III, jedna z dam (najczęściej wymienia się Joannę hrabinę Salisbury) zgubiła ku uciesze zebranych podwiązkę. Oburzony śmiechem i złośliwymi komentarzami dworaków król pochylił się, podniósł podwiązkę i założył ją na własną nogę z uwagą Honi soit qui mal y pense ("Hańba temu, kto źle o tym myśli"). Na pamiątkę zaś tego wydarzenia ustanowił rycerski order. Królewskie słowa do dziś widnieją jako dewiza w herbie orderu, umieszczone na ciemnoniebieskiej podwiązce ze sprzączką.
Podwiązki bywały bogato zdobione. Na przykład Walentyna Mediolańska, po śmierci swego męża Ludwika Orleańskiego z rąk zabójców w 1407 roku, zleciła ozdobienie swych żałobnych podwiązek haftowanymi złotem łzami. W okresie odrodzenia do dekoracji podwiązek zaczęto używać koronek. W zależności od panującej mody podwiązki bywały zawiązywane na kokardę lub spinane sprzączkami albo klamerkami, a pod koniec panowania Ludwika XIV zapinano je często na pętelkę. Same sprzączki i klamerki nieraz bogato zdobiono szlachetnymi kamieniami.
W elżbietańskiej Anglii kolorowe podwiązki podtrzymujące nogawice noszone bywały przez mężczyzn w widocznym miejscu. Chwalono się nimi, ale i wyśmiewano, gdy ktoś nosił je w sposób niezgodny z aktualnym kanonem mody. Krzyżowane pod i nad kolanem męskie podwiązki wymienione zostały w Wieczorze Trzech Króli Szekspira jako przedmiot żartów. Kilka scen innej sztuki Szekspira, Wesołych kumoszek z Windsoru, rozgrywa się w Gospodzie pod Podwiązką (The Garter Inn), której stałym bywalcem jest Falstaff.
Damskie podwiązki pojawiały się jako częsty motyw w lekkiej i frywolnej sztuce okresu rokoka. Obraz Toaleta François Bouchera przedstawia młodą kobietę zakładającą podwiązkę podczas porannej toalety. Intymne relacje międzyludzkie z elementem erotycznej intrygi stanowią temat obrazu Jeana-François de Troy Podwiązka, ukazującego kobietę zdejmującą tę część garderoby, aby ją podarować adoratorowi.

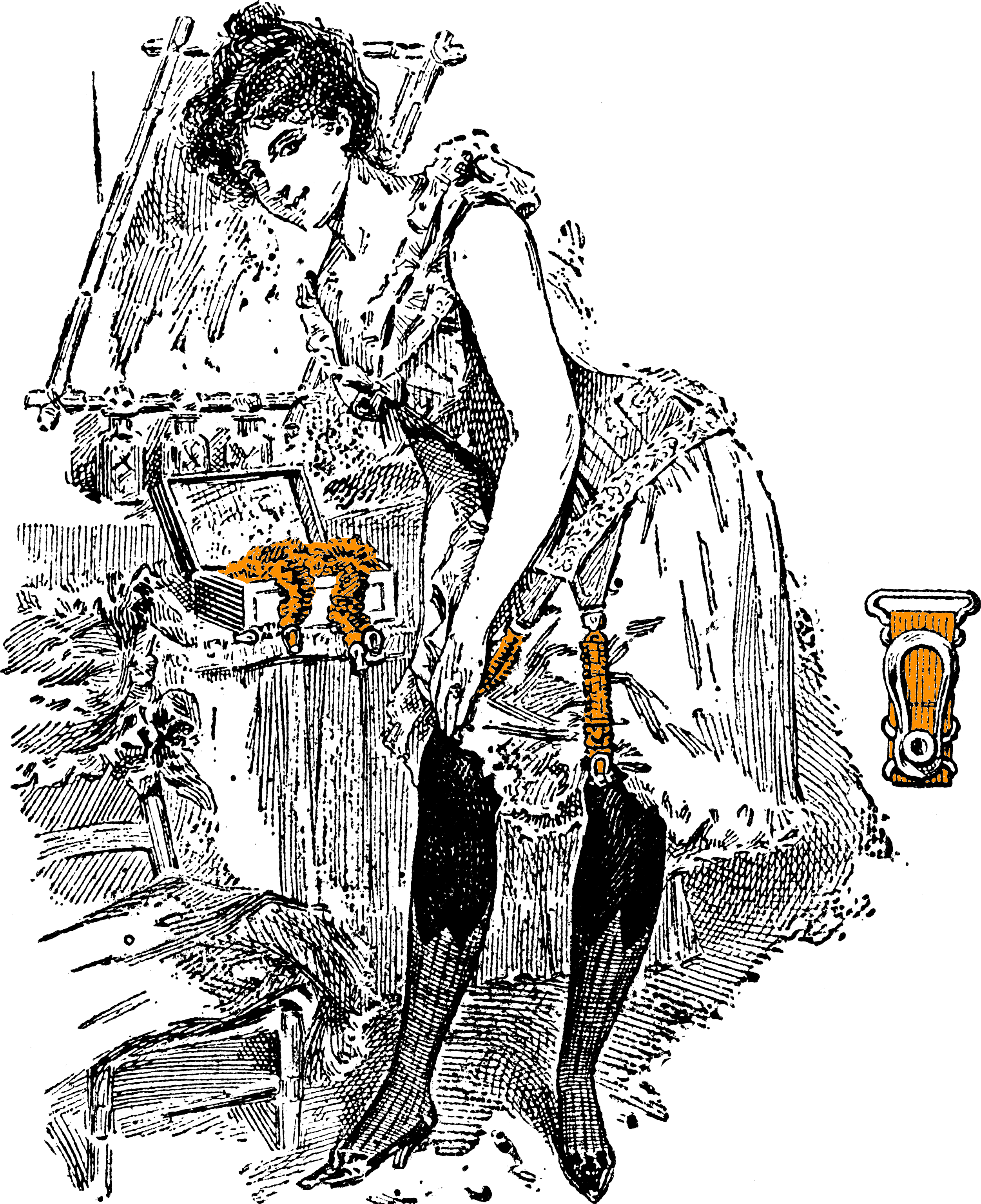
Kobieta w gorsecie zapinająca podwiązki na pończosze, 1904

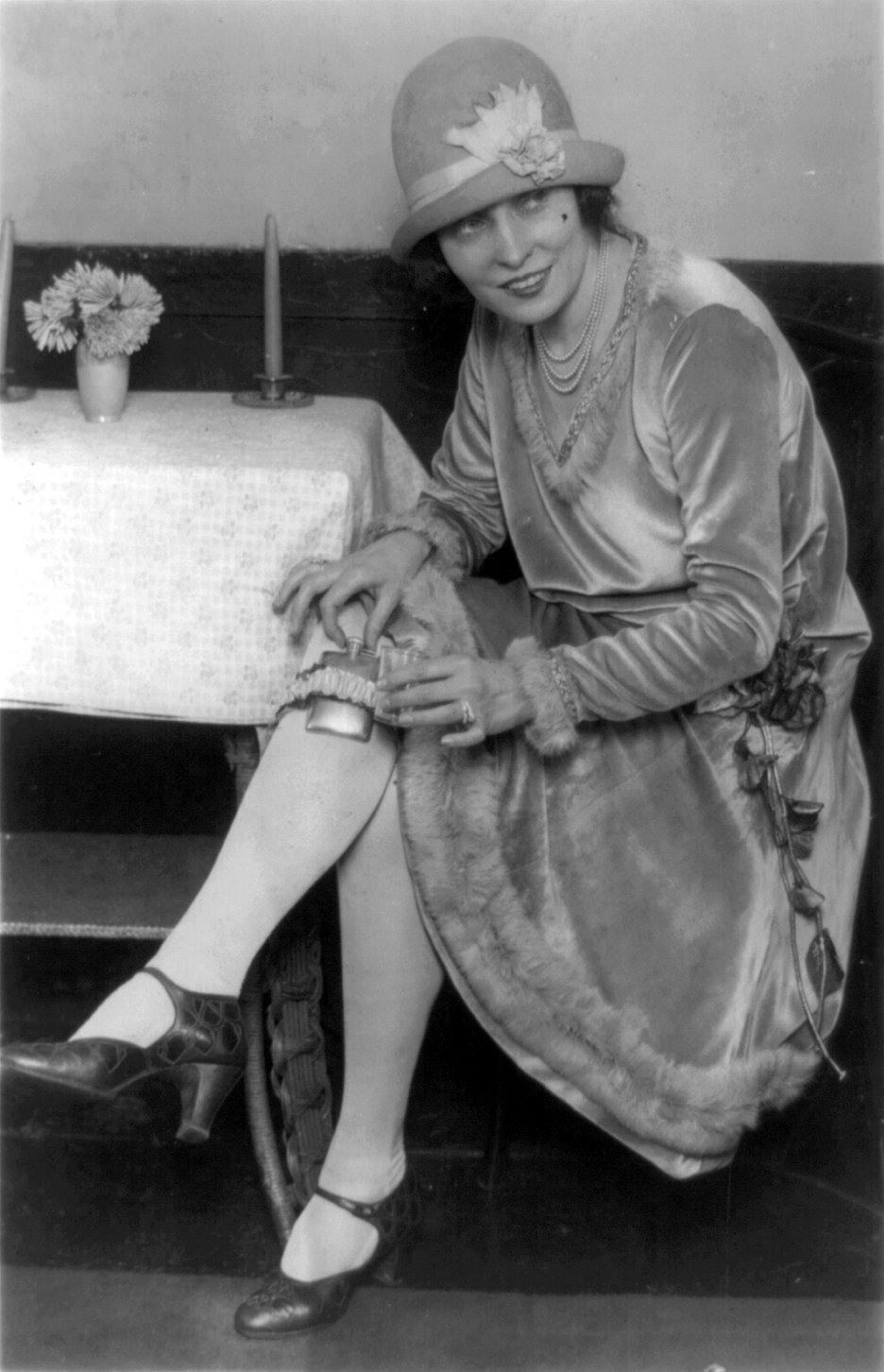
Piersiówka noszona za podwiązką, 1926

Podwiązki mocowane wokół uda czy pod kolanem były dość niewygodne w użyciu, rozwiązywały się lub zsuwały przy gwałtowniejszym ruchu, albo zbyt mocno uciskały naczynia krwionośne, utrudniając krążenie. Starano się tym problemom zaradzić. Pod koniec XVIII wieku w celu zwiększenia elastyczności podwiązek zastosowano wszywane w taśmę małe metalowe sprężynki. Po 1811 roku pojawiły się podwiązki wyrabiane z trykotu o specjalnym ściągaczowym ściegu, a w połowie XIX wieku zaczęto do ich wyrobu używać taśmy gumowej. Pod koniec XIX wieku w modzie damskiej pojawił się przodek współczesnego pasa do pończoch: podwiązki z elastycznej taśmy zakończonej żabkami zaczęto przyszywać do gorsetu, a później do półgorsetu. Nowy wynalazek, mimo iż znacznie wygodniejszy od podwiązek w formie opaski, tych ostatnich nie wyparł jednak do końca.
W latach 20. XX wieku, choć największą popularnością cieszył się już pas do pończoch, moda na okrągłe podwiązki wróciła, szczególnie wśród młodych kobiet, niechętnych półgorsetowi z żabkami. Podwiązki z taśmy elastycznej noszono wtedy zwykle nad kolanami i maskowano, rolując od góry brzeg pończochy. Pojawiły się wtedy również czysto dekoracyjne podwiązki, często z bogatym koronkowym bądź atłasowym obszyciem i w komplecie np. z halką i majteczkami. Nakładało się je na pończochy tuż nad kolanami i kokieteryjnie ukazywało np. podczas popularnych wtedy dynamicznych tańców takich jak charleston czy shimmy. W Stanach Zjednoczonych okresu prohibicji zdarzało się noszenie przez kobiety ukrytej za podwiązką flaszeczki z alkoholem. W filmie Pół żartem, pół serio, którego akcja rozgrywa się właśnie wtedy, postaci granej przez Marilyn Monroe w scenie próby orkiestry wypada zza podwiązki piersiówka z burbonem.

## Podwiązki do męskich skarpet

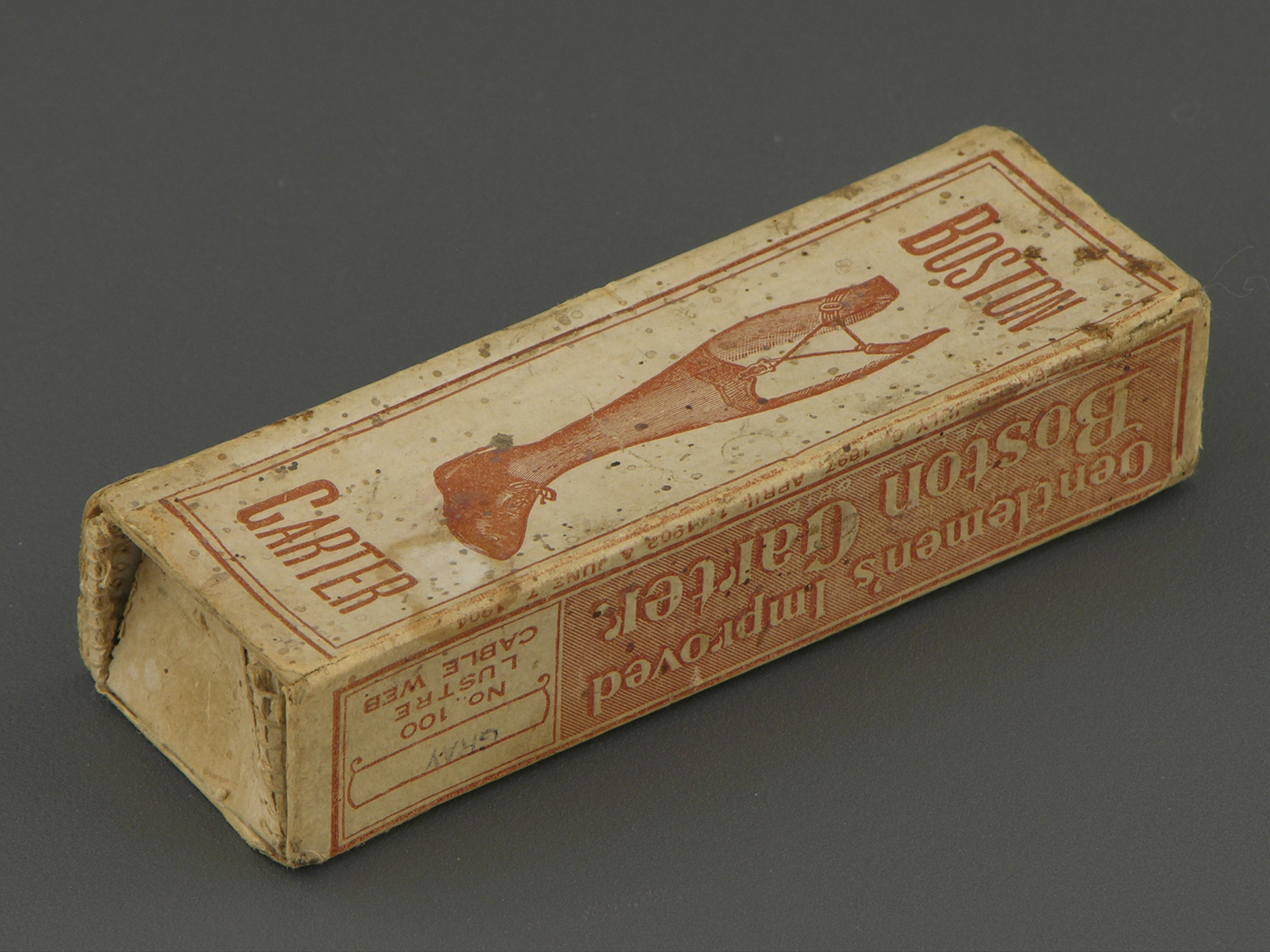
Kartonowe opakowanie po męskich podwiązkach do skarpet ze zbiorów Museo del Objeto del Objeto w Ciudad de México, początek XX wieku

Pod koniec XIX wieku w użycie weszły podwiązki służące do podtrzymywania męskich skarpet, w postaci elastycznej taśmy spinanej lub ściąganej pod kolanem, do której przymocowane były również elastyczne troczki ze sprzączkami podobnymi do żabek służących do zapinania damskich pończoch. Noszono takie podwiązki jeszcze po II wojnie światowej, choć wyparte stopniowo zostały wraz ze wzrostem popularności wygodniejszych skarpet wykończonych mocnym ściągaczem.

## Zwyczaje związane z podwiązką

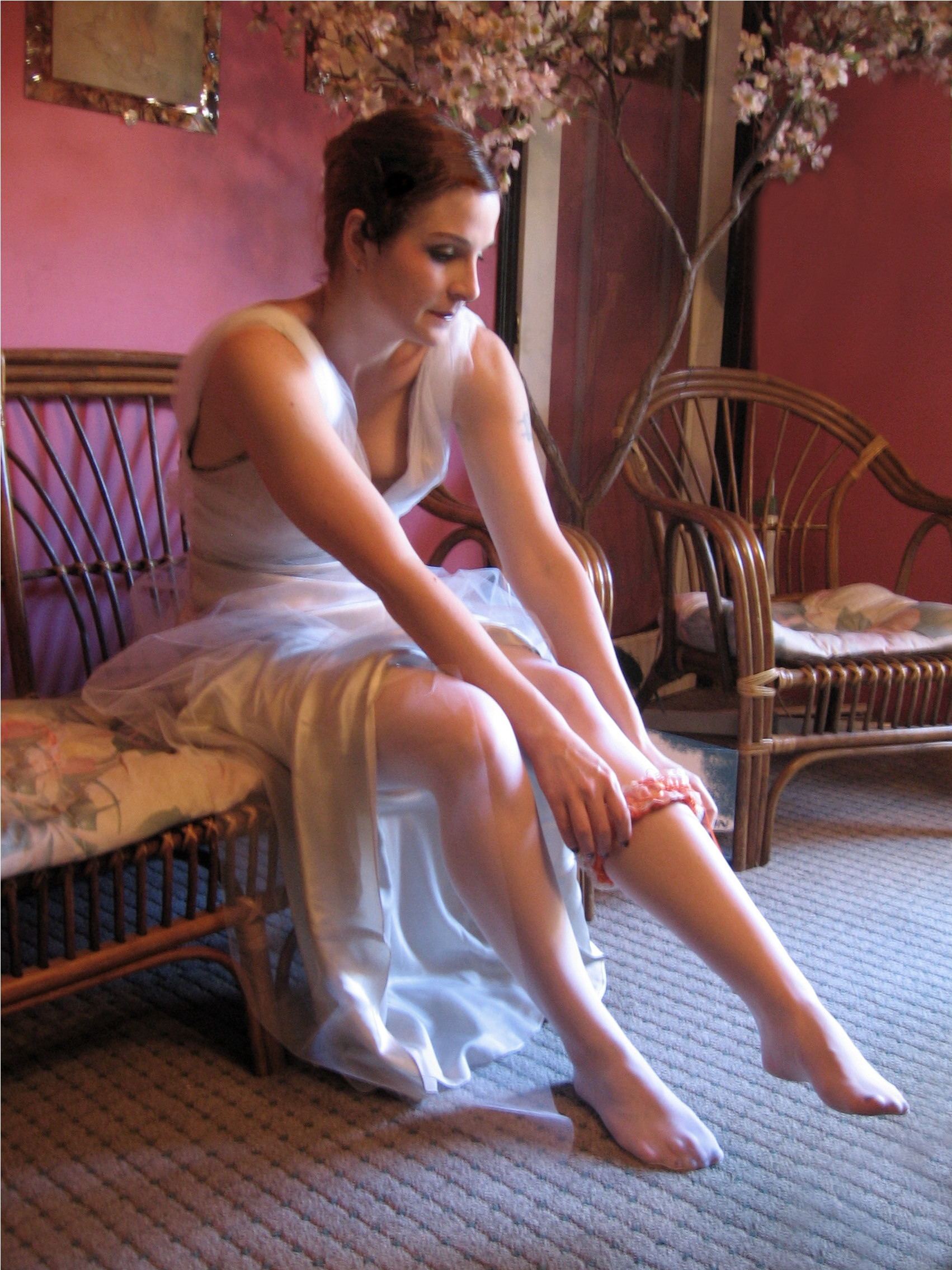
Panna młoda zakładająca podwiązkę

Podwiązka może być traktowana jako symbol o wymowie erotycznej. Stanowi ona tradycyjny element stroju panny młodej w wielu krajach i wiąże się z nią wiele zwyczajów. We Francji na przykład zgodnie z tradycją podwiązkę zdejmuje pannie młodej podczas wesela drużba albo mały chłopiec, a następnie otrzymuje ją na pamiątkę pan młody. Niekiedy pociętą na kawałki podwiązkę rozdaje się obecnym na przyjęciu kawalerom, co ma im według przesądu zapewnić ożenek. Podwiązka bywała również niekiedy "licytowana" wśród gości weselnych, a uzyskana w ten sposób kwota wzbogacała budżet świeżo upieczonych małżonków. W Stanach Zjednoczonych podwiązkę zdejmuje sam pan młody i zatrzymuje ją na pamiątkę lub niekiedy rzuca obecnym na weselu kawalerom (podobnie jak panna młoda rzuca swój bukiet pannom). Według przesądu ten, kto złapie podwiązkę, pójdzie jako pierwszy do ołtarza. Zwyczaj zdejmowania pannie młodej podwiązki przez męża podczas wesela spotykany jest również i w Polsce.
W Polsce przyszłe maturzystki zgodnie ze zwyczajem zakładają na bal studniówkowy czerwoną bieliznę, bardzo często jest to również właśnie podwiązka. Według przesądu ta sama czerwona bielizna założona potem na czas egzaminów maturalnych ma przynieść zdającej szczęście.